# Chipre nos Jogos Olímpicos de Inverno de 1984
Chipre participou dos Jogos Olímpicos de Inverno de 1984, realizados em Sarajevo, na então Iugoslávia. 
Foi a segunda aparição do país nos Jogos Olímpicos de Inverno, onde foi representado por cinco atletas, sendo quatro homens e uma mulher, que competiram no esqui alpino.

## Competidores
Esta foi a participação por modalidade nesta edição:
| Esporte      | Masculino | Feminino | Total |
| ------------ | --------- | -------- | ----- |
| Esqui alpino | 4         | 1        | 5     |
| Total        | 4         | 1        | 5     |

## Desempenho

### Esqui alpino
Masculino
| Atleta           | Evento         | Descida 1 | Descida 1 | Descida 2 | Descida 2 | Total   | Total | Ref.  |
| Atleta           | Evento         | Tempo     | Pos.      | Tempo     | Pos.      | Tempo   | Pos.  | Ref.  |
| ---------------- | -------------- | --------- | --------- | --------- | --------- | ------- | ----- | ----- |
| Pavlos Photiadis | Slalom gigante | DNF       | DNF       | DNF       | DNF       | DNF     | DNF   | [ 3 ] |
| Pavlos Photiadis | Slalom         | DSQ       | DSQ       | DSQ       | DSQ       | DSQ     | DSQ   | [ 4 ] |
| Lambros Lambrou  | Slalom gigante | 1:56.46   | 78º       | 1:59.51   | 69º       | 3:55.97 | 70º   | [ 3 ] |
| Lambros Lambrou  | Slalom         | 1:17.27   | 58º       | 1:17.35   | 42º       | 2:34.62 | 41º   | [ 4 ] |
| Giannos Pipis    | Slalom gigante | 1:56.18   | 76º       | 2:11.55   | 75º       | 4:07.73 | 75º   | [ 3 ] |
| Giannos Pipis    | Slalom         | 1:30.69   | 66º       | 1:30.83   | 47º       | 3:01.52 | 47º   | [ 4 ] |
| Alexis Photiadis | Slalom gigante | 1:52.98   | 73º       | 2:01.05   | 70º       | 3:54.03 | 69º   | [ 3 ] |
| Alexis Photiadis | Slalom         | DNF       | DNF       | DNF       | DNF       | DNF     | DNF   | [ 4 ] |

Feminino
| Atleta           | Evento         | Descida 1 | Descida 1 | Descida 2 | Descida 2 | Total   | Total | Ref.  |
| Atleta           | Evento         | Tempo     | Pos.      | Tempo     | Pos.      | Tempo   | Pos.  | Ref.  |
| ---------------- | -------------- | --------- | --------- | --------- | --------- | ------- | ----- | ----- |
| Lina Aristodimou | Slalom gigante | 1:29.22   | 50º       | 1:34.23   | 43º       | 3:03.45 | 43º   | [ 5 ] |
| Lina Aristodimou | Slalom         | 1:08.53   | 26º       | 1:11.11   | 21º       | 2:19.64 | 21º   | [ 6 ] |

Legenda
| Recorde mundial      | Recorde mundial (World record)               |                       | Recorde africano                      | Recorde africano (African) |                                           | Q | Classificado por posição (Qualified) |
| Recorde olímpico     | Recorde olímpico (Olympic record)            | Recorde da América    | Recorde da América (Americas)         | q                          | Classificado por melhor tempo (Qualified) |   |                                      |
| Melhor marca do ano  | Melhor marca do ano (World leading)          | Recorde asiático      | Recorde asiático (Asian)              | DNS                        | Não largou (Did not start)                |   |                                      |
| Recorde nacional     | Recorde nacional (National record)           | Recorde europeu       | Recorde europeu (European)            | DNF                        | Não terminou (Did not finish)             |   |                                      |
| Recorde pessoal      | Recorde pessoal do atleta (Personal best)    | Recorde da Oceania    | Recorde da Oceania (Oceania)          | DSQ / DQ                   | Desclassificado (Disqualified)            |   |                                      |
| Recorde da temporada | Recorde da temporada do atleta (Season best) | Recorde sul-americano | Recorde sul-americano (South America) | NM                         | Sem marca (No mark)                       |   |                                      |